# Banco de Tolosa
El Banco de Tolosa fue un banco español, fundado en 1911 en Tolosa (Guipúzcoa). En 1969 fue adquirido por el Banco Central.
El Consejo de Fundación del Banco de Tolosa (1911), estuvo formado por Joaquín Elósegui, Gervasio de Aramburu, Francisco Zubeldia, J. Gregorio Mendía, Pedro Limousin, Juan Urquiola, Roque de Alday, Antonio Iriarte y Ladislao de Zavala.
En 1961, y siendo presidente del consejo de administración Joaquín Elósegui, se editó el libro Cincuentenario del Banco de Tolosa (1911-1961),  publicación numerada, impresa por "Gráficas Laborde y Labayen, S. L."

## Historia

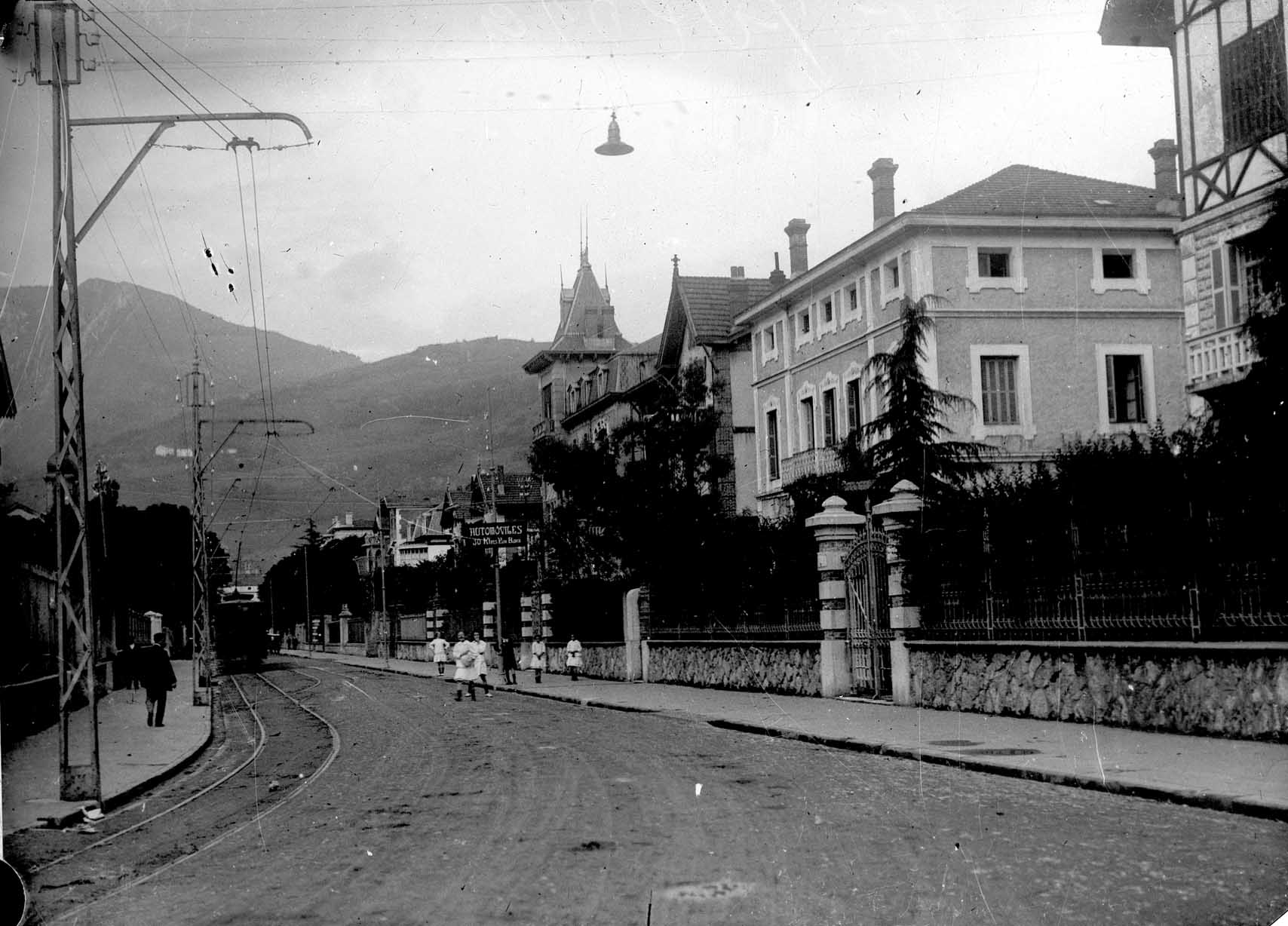
Calle San Francisco de Tolosa a inicios del.

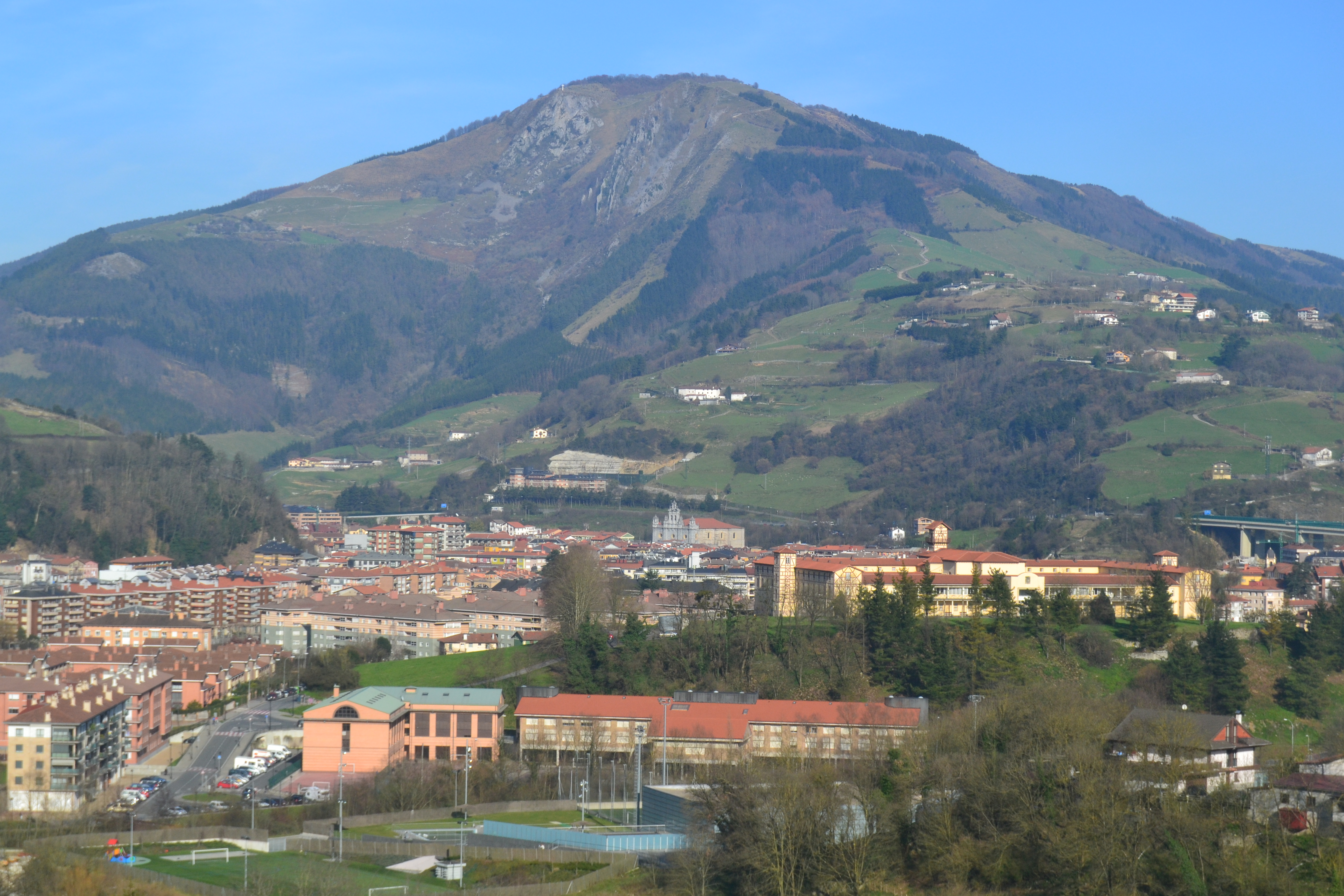
Vista general de Tolosa hoy en día.

El 10 de abril de 1911 abrió sus puertas el Banco de Tolosa, impulsado por los empresarios locales, que hasta entonces debían contratar intermediarios para que operaran con los bancos, principalmente de la capital. Hasta la fundación de este banco, solo el Banco Guipuzcoano contaba con una sucursal en la localidad (abierta cinco años antes), y las empresas tolosarras se servían de algunos agentes como Vicente Ansola, Floro Izagirre, Emilio Santos o Manuel Zendoia para relacionarse con bancos de San Sebastián, Bayona o Vitoria.
El capital inicial del banco fue de 9069,69€, repartidos en 6000 acciones de 1,5€. Algunas de las familias que promovieron el proyecto fueron los Mendia, Limousin, Aramburu, Urquiola y Elósegui, que requerían de financiación para dirigir sus empresas, principalmente relacionadas con la industria papelera (en aquella época Tolosa contaba con una importante concentración de papaleras) y la fabricación de boinas, además del abogado Ladislao Zavala (llegó a ser presidente de la Diputación Foral de Guipúzcoa) y Francisco Zubeldia.
La primera sede del banco se ubicó en el edificio conocido como Bidaurre o Aranzabe (su propietario, Luis Zabala, se lo vendió al banco), en la calle San Francisco, para pasar poco después a un local de la misma vía. Asimismo, en San Sebastián contó con una sucursal en la esquina de la avenida de la Libertad con la calle Oquendo. En la actualidad, una sucursal del Banco Santander se ubica en el local de la calle San Francisco que en su día ocupó el Banco en Tolosa.
La competencia entre entidades bancarias, que comenzaron a instalarse en la localidad, y el pequeño tamaño del Banco de Tolosa, facilitaron que en 1969 fuera absorbido por el Banco Central, que de ese modo abría su primera sucursal en la localidad papelera. Tras varias fusiones, en 1999 el Banco Santander tomó las riendas del Banco Central. En el momento de la compra, el Banco de Tolosa contaba con un capital de 243409,90€ y unos depósitos de 4297236,54€.